# Bitwa przy oazie Tarapacá
Bitwa przy oazie Tarapacá – starcie zbrojne, które miało miejsce 27 listopada 1879 w trakcie wojny o Pacyfik.
W listopadzie 1879 r. oddział chilijski liczący 6000 ludzi starł się z siłami peruwiańskimi w bitwie pod Dolores (19 listopada). Peruwiańczycy dowodzeni przez generała Juana Buendíę wycofali się wówczas w kierunku wschodnim ku oazie Tarapacá, gdzie zamierzali połączyć się z nadciągającymi wojskami boliwijskimi. Chcąc temu zapobiec generał Baquedano wysłał do oazy dywizję licząca 2200 ludzi pod dowództwem płk. Eleuterio Ramíreza Moliny. Oddział chilijski maszerujący przez pustynię był słabo zaopatrzony i nie posiadał zapasów żywności i wody. Dnia 27 listopada wyczerpani Chilijczycy dotarli do Tarapacá, gdzie doszło do bitwy z Peruwiańczykami. W zaciętej bitwie dywizja Ramíreza została rozbita i zmuszona do odwrotu, tracąc około 700 zabitych i rannych w tym dowódcę.